# Amorphophallus
Amorfofal·lus o Amorphophallus (del grec amorphos, "sense forma" + phallos, "penis", referint-se a la forma del seu espàdix, és un gran gènere de plantes amb flors amb unes 200 espècies de plantes herbàcies tuberoses tropicals i subtropicals dins la família Araceae. Unes poques espècie són comestibles (en temps de molta fam) després de treure'n curosament els productes químics irritants que conté.

## Història
L'any 1692 Van Rheede tot Drakenstein en publicà la descripció de dues espècies. El nom d'"Amorphophallus" va ser ja mencionat el 1834 pel botànic Blume.
Entre 1876 i 1911, Engler fusionà un gran nombre d'altres gèneres dins Amorphophallus, amb una monografia final publicada el 1911.

## Taxonomia
- Amorphophallus aberrans

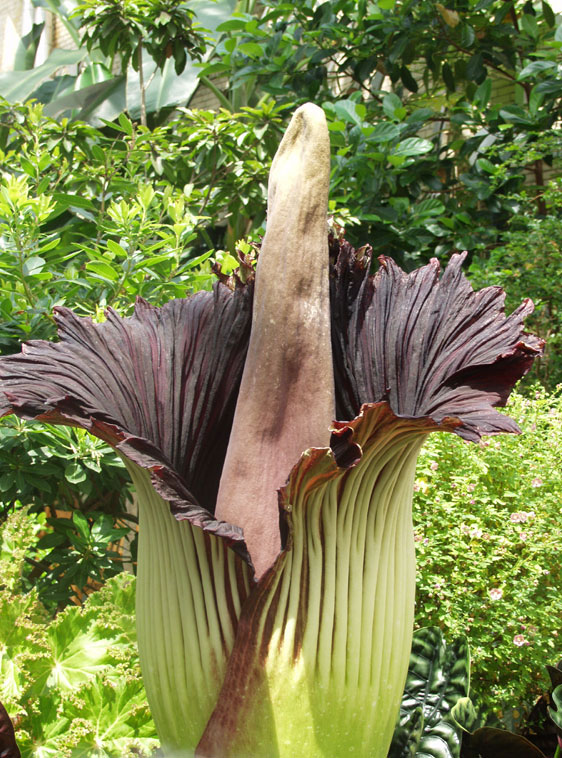
A. titanum de prop

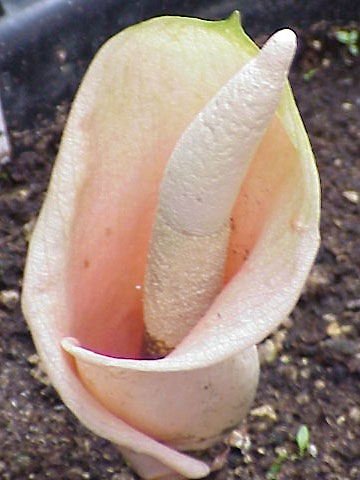
Amorphophallus bulbifer

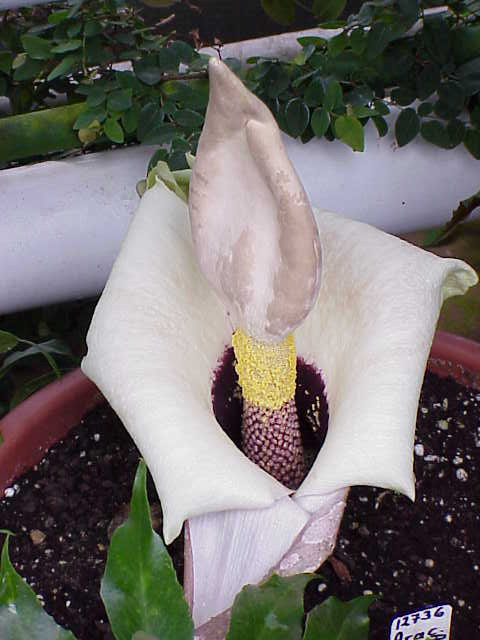
Amorphophallus prainii

- Amorphophallus abyssinicus
  - Amorphophallus abyssinicus subsp. abyssinicus
  - Amorphophallus abyssinicus subsp. akeassii
  - Amorphophallus abyssinicus subsp. unyikae
- Amorphophallus albispathus
- Amorphophallus albus
- Amorphophallus amygdaloides
- Amorphophallus angolensis
  - Amorphophallus angolensis subsp. angolensis
  - Amorphophallus angolensis subsp. maculatus
- Amorphophallus angulatus
- Amorphophallus angustispathus
- Amorphophallus ankarana
- Amorphophallus annulifer
- Amorphophallus antsingyensis
- Amorphophallus aphyllus
- Amorphophallus asper
- Amorphophallus asterostigmatus
- Amorphophallus atrorubens
- Amorphophallus atroviridis
- Amorphophallus barthlottii
- Amorphophallus baumannii
- Amorphophallus beccarii
- Amorphophallus becquaertii
- Amorphophallus bonaccordensis
- Amorphophallus borneensis
- Amorphophallus boyceanus
- Amorphophallus brachyphyllus
- Amorphophallus brevispathus
- Amorphophallus bufo
- Amorphophallus bulbifera
- Amorphophallus calabaricus
  - Amorphophallus calabaricus subsp. calabaricus
  - Amorphophallus calabaricus subsp. mayoi
- Amorphophallus canaliculatus
- Amorphophallus carneus
- Amorphophallus chlorospathus
- Amorphophallus cicatricifer
- Amorphophallus cirrifer
- Amorphophallus coaetaneus
- Amorphophallus commutatus
- Amorphophallus consimilis
- Amorphophallus corrugatus
- Amorphophallus costatus
- Amorphophallus coudercii
- Amorphophallus cruddasianus
- Amorphophallus curvistylis
- Amorphophallus dactylifer
- Amorphophallus declinatus
- Amorphophallus decus-silvae : Oest de Java
- Amorphophallus discophorus
- Amorphophallus dracontioides
- Amorphophallus dunnii
- Amorphophallus dzuii
- Amorphophilus eburneus
- Amorphophilus echinatus
- Amorphophallus eichleri
- Amorphophallus elatus
- Amorphophallus elegans
- Amorphophallus elliottii
- Amorphophallus excentricus
- Amorphophallus forbesii
- Amorphophallus galbra
- Amorphophallus gallaensis
- Amorphophallus gigas : Sumatra
- Amorphophallus gliruroides
- Amorphophallus glossophyllus
- Amorphophallus goetzei
- Amorphophallus gomboczianus
- Amorphophallus gracilior
- Amorphophallus gracilis
- Amorphophallus haematospadix
- Amorphophallus harmandii
- Amorphophallus hayi
- Amorphophallus henryi : Taiwan
- Amorphophallus hetterscheidii
- Amorphophallus hewittii
- Amorphophallus hildebrandtii
- Amorphophallus hirsutus
- Amorphophallus hirtus
- Amorphophallus hohenackeri
- Amorphophallus hottae
- Amorphophallus impressus
- Amorphophallus incurvatus
- Amorphophallus infundibuliformis
- Amorphophallus interruptus
- Amorphophallus johnsonii
- Amorphophallus kachinensis
- Amorphophallus kiusianus
- Amorphophallus konjac
- Amorphophallus konkanensis
- Amorphophallus koratensis
- Amorphophallus krausei
- Amorphophallus lambii
- Amorphophallus lanuginosus
- Amorphophallus laoticus
- Amorphophallus lewallei
- Amorphophallus linearis
- Amorphophallus linguiformis
- Amorphophallus longicornus
- Amorphophallus longiconnectivus
- Amorphophallus longispathaceus
- Amorphophallus longistylus
- Amorphophallus longituberosus
- Amorphophallus luzoniensis
- Amorphophallus lyratus
- Amorphophallus macrorhizus
- Amorphophallus manta
- Amorphophallus margaritifer
- Amorphophallus margretae
- Amorphophallus maximus
  - Amorphophallus maximus subsp. fischeri
  - Amorphophallus maximus subsp. maximus
- Amorphophallus maxwellii
- Amorphophallus mekongensis
- Amorphophallus merrillii
- Amorphophallus mildbraedii
- Amorphophallus minor
- Amorphophallus mossambicensis
- Amorphophallus muelleri
- Amorphophallus mullendersii
- Amorphophallus mysorensis
- Amorphophallus nanus
- Amorphophallus napalensis
- Amorphophallus napiger
- Amorphophallus nicolsonianus
- Amorphophallus obovoideus
- Amorphophallus obscurus
- Amorphophallus ochroleucus
- Amorphophallus opertus
- Amorphophallus paeoniifolius
- Amorphophallus palawanensis
- Amorphophallus parvulus
- Amorphophallus paucisectus
- Amorphophallus pendulus : Brunei
- Amorphophallus perakensis
- Amorphophallus perrieri
- Amorphophallus pilosus
- Amorphophallus plicatus
- Amorphophallus polyanthus
- Amorphophallus prainii
- Amorphophallus preussii
- Amorphophallus purpurascens
- Amorphophallus pusillus
- Amorphophallus putii
- Amorphophallus pygmaeus
- Amorphophallus rhizomatosus
- Amorphophallus richardsiae
- Amorphophallus rostratus
- Amorphophallus rugosus
- Amorphophallus sagittarius
- Amorphophallus salmoneus
- Amorphophallus saraburiensis
- Amorphophallus saururus
- Amorphophallus scaber
- Amorphophallus scutatus
- Amorphophallus sizemorae
- Amorphophallus smithsonianus
- Amorphophallus sparsiflorus
- Amorphophallus spectabilis
- Amorphophallus staudtii
- Amorphophallus stipitatus
- Amorphophallus stuhlmannii
- Amorphophallus subsymbiformis
- Amorphophallus sumawongii
- Amorphophallus sylvaticus
- Amorphophallus symonianus
- Amorphophallus synandrifer
- Amorphophallus taurostigma
- Amorphophallus tenuispadix
- Amorphophallus tenuistylis
- Amorphophallus teuszii
- Amorphophallus tinekeae
- Amorphophallus titanum : amb l'estructura floral més gran de la Terra
- Amorphophallus tonkinensis
- Amorphophallus variabilis
- Amorphophallus venustus
- Amorphophallus verticillatus
- Amorphophallus yuloensis
- Amorphophallus yunnanensis : de Kerri
- Amorphophallus zengianus
- Amorphophallus zenkeri
  - Amorphophallus zenkeri subsp. mannii
  - Amorphophallus zenkeri subsp. zenkeri